# Georgien i Eurovision Song Contest 2008
Georgiens bidrag till Eurovision Song Contest 2008 valdes genom en nationell final, som arrangerades den 1 mars 2008. Sammanlagt 12 deltagare tävlade för att få representera Georgien i tävlingen. Den 1 mars hölls finalen och vann gjorde, med 39,4% av rösterna, Diana Ghurtskaia och låten Peace Will Come. Hon kom därmed att representera Georgien i Eurovision Song Contest. Talesperson för Georgien i årets tävling var artisten och sångerskan Tika Patsatsia.

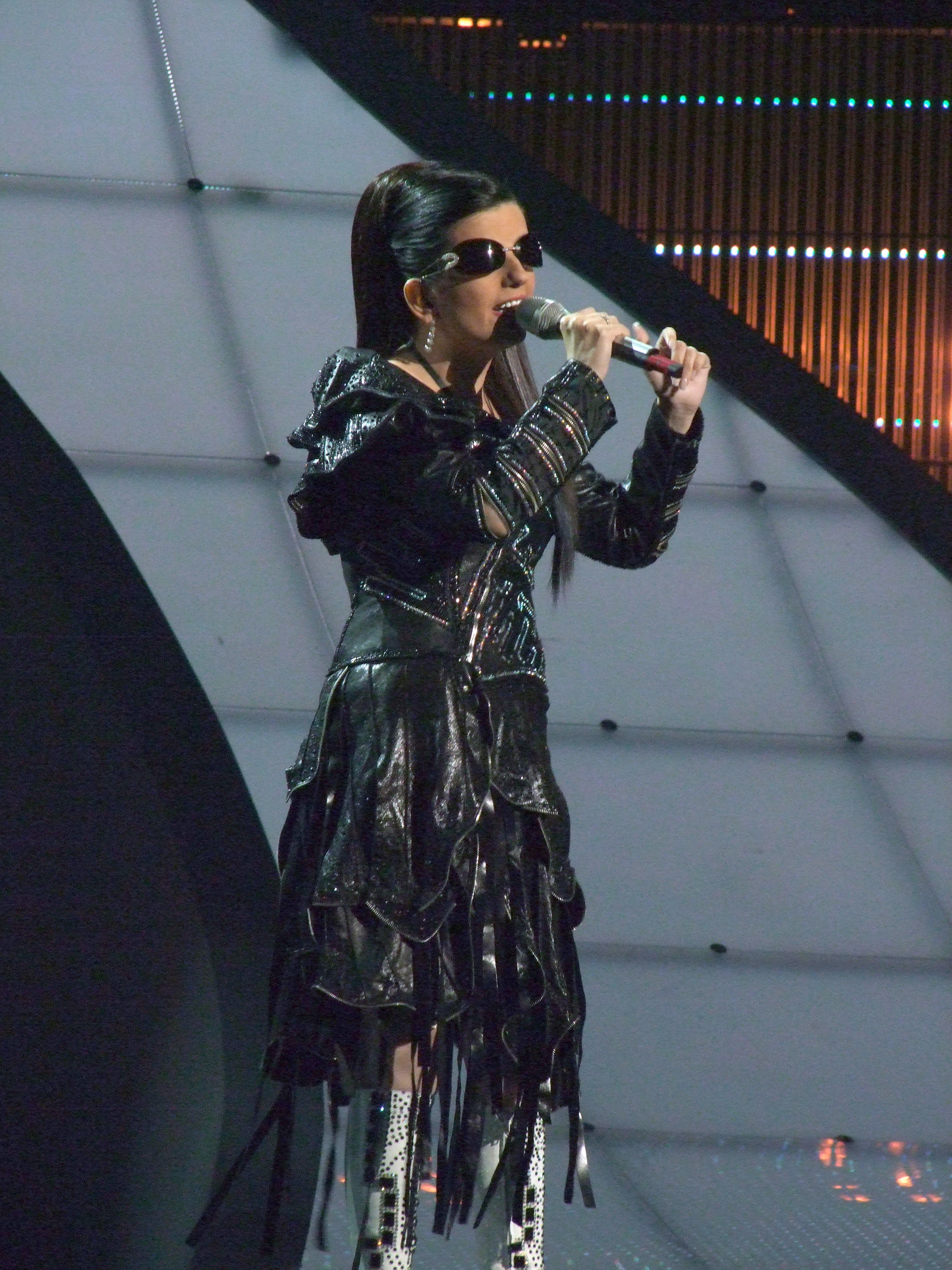
Den slutgiltiga vinnaren, Diana Ghurtskaia, som fick åka till Belgrad och representera sitt land

Vid Eurovision Song Contest kvalificerade man sig för finalen från den andra semifinalen, efter att Ghurtskaia slutat på en 5:e plats av de 10 som gick till finalen. Vid finalen den 24 maj 2008 slutade Georgien på en 11:e plats efter att ha fått 83 poäng.

## Resultat i den nationella finalen
| Nr | Artist                | Låt                          | Översättning           | Resultat | Plats |
| -- | --------------------- | ---------------------------- | ---------------------- | -------- | ----- |
| 1  | VIVO                  | Life                         | Liv                    | 1,3%     | 8     |
| 2  | Aleko Berdzjenisjvili | The Beautiful Girl           | Den vackra flickan     | 1,3%     | 9     |
| 3  | Salome Gasviani       | Share Your Love              | Dela din kärlek        | 32,9%    | 2     |
| 4  | Irakli Pirtschalava   | Freedom                      | Frihet                 | 8,3%     | 3     |
| 5  | Diana Ghurtskaia      | Peace Will Come              | Freden kommer          | 39,4%    | 1     |
| 6  | Salome Korkotasjvili  | Captain                      | Kapten                 | 3,0%     | 6     |
| 7  | Teatroni              | Sakartvelo itsvevs megobrebs |                        | 2,3%     | 7     |
| 8  | Tika Patsatsia        | Never Change                 | Ändra dig aldrig       | 4,0%     | 5     |
| 9  | 3G                    | I'm Free                     | Jag är fri             | 5,3%     | 4     |
| 10 | Tako Gatjetjiladze    | Me And My Funky Soul         | Jag och min sköna själ | 0,9%     | 10    |
| 11 | Tamta Chelidze        | Give Me Your Love            | Ge mig din kärlek      | 0,8%     | 11    |
| 12 | Guga Aptsiauri        | Don't Look At Me             | Titta inte på mig      | 0,5%     | 12    |